# Канъин-но-мия Харухито
Принц Харухито из линии Канъин (яп. 閑院宮春仁王 Канъин-но-мия Харухито-о:, 3 августа 1902, Токио — 14 июня 1988, Токио) — 7-й (последний) глава дома Канъин-но-мия (1945—1947), представитель одной из младших ветвей японской императорской фамилии, кадровый офицер Японской императорской армии.

## Биография
Родился в Токио. Единственный выживший сын фельдмаршала принца Канъина Котохито (1864—1945), 6-го главы дома Канъин-но-мия (1872—1945), и его супруги, Сандзё Тиэко (1872—1947).
14 июля 1926 года принц Харухито женился на Итидзё Наоко (1908—1991), дочери князя (пэра) Санэтеру Итидзё. Супруги не имели детей в браке.
Принц Канъин Харухито учился в элитной школе Гакусюин. В 1924 году он окончил 44-й класс Военной академии Императорской армии Японии. Служил в чине лейтенанта пехоты и дивизии императорской гвардии. После курса Высшей военной академии Императорской армии в 1927 году принц Харухито дослужился до чина капитана и поступил на учёбу в кавалерийскую школу. В 1932 году он окончил 44-й класс Высшей военной академии, а в 1936 году получил чин майора.
В ноябре 1937 — мае 1938 года принц Канъин Харухито участвовал в военных действиях в состав группировки японских войск Северо-Китайский фронт во время Второй японо-китайской войны. После возвращения в Японию принц Канъин стал инструктором Военной академии Императорской армии и дослужился до чина подполковника в марте 1939 года. В августе 1941 года ему было присвоено звание полковника, затем он был переведен на службу в танковое училище в Тибе. В 1944 году принц Канхин Харухито получил чин полковника, став командиром 5-го танкового полка.
21 мая 1945 года после смерти своего отца принц Канъин Харухито стал седьмым главой дома Канъин-но-мия (1945—1947). В это же время принц отошел от активной военной службы. В том же 1945 году принц Канъин был отозван на действительную службу и получил чин генерал-майора. 12 августа того же года он был назначен командиром 4-й бронетанковой дивизии и трех отдельных пехотных полков, которые должны были остановить прогнозируемую высадку американского десанта на пляже Кудзюкури в префектуре Тиба.
После капитуляции Японии принц Канъин Харухито в качестве официального представителя императора Хирохито посетил Сайгон в целях соблюдения японской экспедиционной армией Южной группы условий капитуляции.

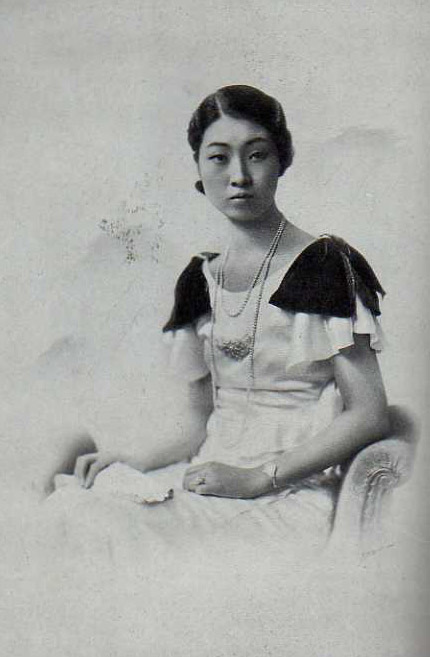
Принцесса Канъин Наоко, супруга принца Канъин Харухито

14 октября 1947 года после реформирования Закона об Императорском доме и отмены других дворянских титулов Канъин Харухито утратил статус имперского принца и стал простым гражданином Японии. Из-за своей военной карьеры бывший принц вынужден был уйти из общественной жизни. Харухито продал свою резиденцию в квартале Нагата-тё в центре Токио, чтобы выплатить налоги, и переселился в летний домик Канъин в Одавара (префектура Канагава). Бывший принц несколько раз безуспешно пытался заниматься бизнесом, лишился своего семейного состояния и развелся с женой в 1966 году. Бывшая принцесса Наоко устроила скандал и объяснила отсутствие у неё детей гомосексуальной связью своего бывшего мужа с собственным адъютантом. Экс-принц Канъин сменил имя с «Харухито» на «Сумихито» и основал компанию под названием Asahi Kōsan, став её президентом.
В начале 1970-х годов Канъин Сумихито был президентом Ассоциации йоги Японии. Он скончался 14 июня 1988 года в возрасте 85 лет.